# Aardonyx
Aardonyx (tiếng Afrikaans: Aard, "đất" + tiếng Hy Lạp, onux, "móng tay, móng vuốt") là một chi prosauropoda trong họ Plateosauridae. Nó được biết đến với loài điển hình Aardonyx celestae, được tìm thấy tại thành hệ Elliot cuối kỷ Jura ở Nam Phi. A. celestae được đặt theo Celeste Yates, người phát hiện được nhiều hóa thạch đầu tiên của loài này. Cánh tay của nó có các đặc điểm của cả prosauropoda và sauropoda.
Dựa trên cấu trúc của các chân sau và xương chậu của Aardonyx, chi khủng long này bình thường di chuyển bằng hai chân nhưng có thể thả để di chuyển bốn chân tương tự như Iguanodon. Nó có chung một số thuộc tính với sauropoda khổng lồ bốn chân là Apatosaurus. Nhà cổ sinh vật học người Úc,
}} Adam Yates cùng nhóm khám phá của mình đã chính thức công bố công bố chi này trên mạng trước khi in trong cuốn Proceedings of the Royal Society B tháng 11 năm 2009, và được dự kiến sẽ xuất hiện trong tháng 3 năm 2010. Nhà cổ sinh vật học người Anh Paul Barrett thuộc Bảo tàng lịch sử tự nhiên, London, người không tham gia cuộc nghiên cứu, đã đưa ra nhận xét rằng sự phát hiện của Aardonyx "giúp lấp đầy một khoảng cách đáng kể kiến thức của chúng ta về sự tiến hóa sauropoda".

## Hình ảnh

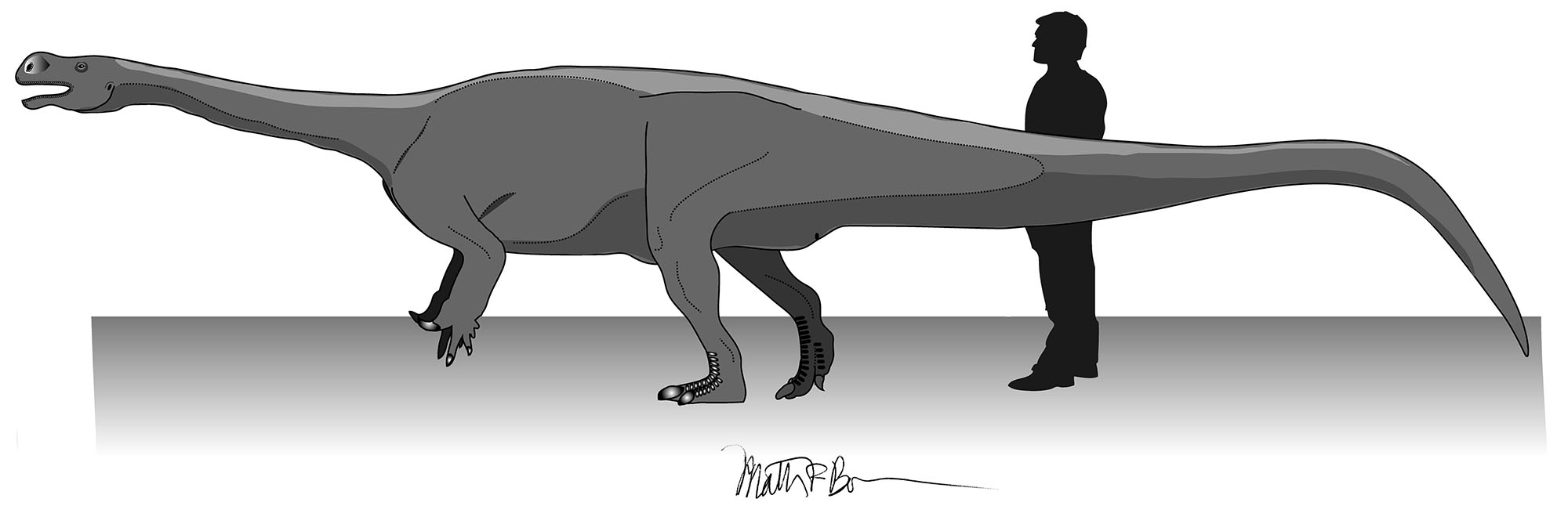